# Los indiferentes
Los indiferentes es la primera novela de Alberto Moravia (1907 - 1990).
El escritor inició la escritura del libro en Bressanone, lugar al que había ido para curarse de la Enfermedad de Pott, una enfermedad de los huesos. De la novela se hizo una película en 1964, dirigida por Francesco Maselli.

## Trama
Los hermanos Carla y Michele Ardengo son dos jóvenes incapaces de experimentar verdaderos sentimientos. Ellos solo sienten aburrimiento e indiferencia frente a la decadencia social y económica de su familia. Mariagrazia, la madre viuda, vive en un estado de inconsciencia una vida rutinaria y ligada a los clichés morales de la burguesía.
El día en que Carla cumple 24 años, Leo Marumeci (amante de Mariagrazia) intenta embriagarla para aprovecharse de ella. Pero el intento falla porque Carla se siente mal y vomita. Mientras tanto Mariagrazia, dado que el amante la evita, está convencida de que él tiene otra mujer y sin darse cuenta de la verdadera situación cree que esta es su amiga Lisa. En cambio Lisa está enamorada de Michele, que dado que la hermana es débil, y además impaciente por la situación que lo rodea y consciente de que Leo está intentando eludir a la madre para quedarse con la villa de la familia, es incapaz de reaccionar. Se da cuenta de la atracción que siente Lisa por él, que al igual que la hermana es débil, y se deja cortejar pasivamente sin dar ninguna señal de interés sentimental. 
Para evitar que la villa sea vendida a un mejor postor, Leo, temeroso de frustrar lo que hizo hasta el momento, le pide a Carla que se case con él. Carla, a pesar de que lo desprecia y no lo ama, se siente atraída por la idea de una nueva vida acomodada y burguesa que le asegure el bienestar, y por lo tanto acepta con frialdad, renunciando a la pasión.
Mientras tanto Lisa intenta despertar a Michele de su entumecimiento moral y le informa de la relación secreta entre Carla y Leo.
Entonces Michele parece decidido a enfrentar finalmente a Leo para vengar el honor familiar. Compra un arma y va a casa de Leo con la intención de dispararle pero sale humillado y derrotado, porque cuando le dispara se da cuenta de que se ha olvidado de cargar el arma.
El final concluye en suspenso: Carla y Mariagrazia van a un baile de disfraces, con la hija todavía debiendo comunicarle a su madre su decisión de casarse con Leo.

## Análisis de la obra

### Contenido
En la novela Moravia logra mostrar con perfecto realismo la mezquindad y la hipocresía de una sociedad, como aquella de la burguesía, inautentica, convencional, separada falsamente por aquello que cada uno piensa y lo que termina diciendo en un clima de constante mentira. Los dos jóvenes hermanos sufren, pero se adaptan pasivamente, mientras que Leo, personaje inmune de cualquier idea tardía, solo está dispuesto, por todos los medios, a obtener sus objetivos. Él está reflejado, por la descripción que hace Moravia, lo desagradable en el aspecto físico: cubierto de precoz calvicie, la cara roja, vulgar y a menuda preso de lujuria.

### Forma y lenguaje
En el plano formal la novela proporciona un ejemplo de prosa sagaz, precisa, adherente a las cosas, realistica en abierto contraste con aquella dominante en aquel periodo y en el precedente. Un cierto halo de escándalo, por la escabrosidad de la historia no fue extraño al éxito de la novela. Pero lo que más molestó a la clase dirigente fue la sinceridad con la que Moravia había logrado denunciar la vacuidad moral de la burguesía de los años '20 y '30. Ella, de hecho, incapaz de buscar una nueva y autónoma vía moral, terminó por hacer propios los principios del Fascismo (Dios, Patria, Familia), que a su vez tenían las propias raíces en la burguesía patriótica de la primera mitad del '800, con resultado, como se evidencia en el libro, es decir poco grotesco.
La novela es concebida por Moravia como una grotesta tragedia. Ella está dividida en 16 capítulos escritos con un lenguaje esencial, casi flaco, todo preparado para evidencia el ambiente en el cual se mueven los personajes y para mostrar claramente los pensamientos que tienen los personajes en su mente.

### Los personajes
Los personajes, que representan el drama de una generación entera, son todos ineptos, incapaces de acercarse a la vida y de probar sinceras pasiones, algo en lo que están muy próximos de los personajes svevianos y pirandellianos.